# Los Toldos (Salta)
Pour les articles homonymes, voir Los Toldos.
Los Toldos est une localité argentine située dans la province de Salta et dans le département de Santa Victoria.

## Démographie
En 2010, la localité comptait 2 320 habitants, ce qui représente une augmentation de 11,9 % par rapport à 2001 avec 2 043 habitants lors du précédent recensement.